# Teuffenthal
Teuffenthal is een gemeente en plaats in het Zwitserse kanton Bern, en maakt deel uit van het district Thun.
Teuffenthal telt 163 inwoners.